# Championnat d'Europe des voitures de sport 1983
Navigation
Édition précédente
Le Championnat d'Europe des voitures de sport 1983 est la 8e saison du Championnat d'Europe des voitures de sport FIA ou Championnat d'Europe d'endurance. Il est réservé pour les voitures du Groupe C et Groupe B classées en trois catégories : C, C Junior et B. Il s'est couru du 10 avril 1983 au 23 octobre 1983, comprenant sept courses.

## Calendrier
| Manche | Course                                             | Circuit                       | Participants | Date          |
| ------ | -------------------------------------------------- | ----------------------------- | ------------ | ------------- |
| 1      | 1 000 km de Monza - Trofeo Filippo Caracciolo      | Autodromo Nazionale di Monza  | 19           | 10 avril      |
| 2      | 1 000 km de Silverstone - Grand Prix International | Circuit de Silverstone        | 27           | 5 mai         |
| 3      | 1 000 km du Nürburgring - Bitburger-ADAC           | Nürburgring                   | 34           | 29 mai        |
| 4      | 24 Heures du Mans                                  | Le Mans                       | 51           | 18 au 19 juin |
| 5      | 1 000 km de Spa - Trophée Diners Club              | Circuit de Spa-Francorchamps  | 28           | 4 septembre   |
| 6      | 1 000 km de Brands Hatch                           | circuit de Brands Hatch       | 25           | 18 septembre  |
| 7      | 1 000 km d'Imola                                   | Autodromo Enzo e Dino Ferrari | 23           | 16 octobre    |
| 8      | 1 000 km du Mugello                                | Circuit du Mugello            | 24           | 23 octobre    |

## Résultats de la saison

### Courses
| Manche | Circuit           | Équipe vainqueur C                      | Équipe vainqueur C Junior                     | Équipe vainqueur B                               | Résultats |
| Manche | Circuit           | Pilote vainqueur C                      | Pilote vainqueur C Junior                     | Pilote vainqueur B                               | Résultats |
| ------ | ----------------- | --------------------------------------- | --------------------------------------------- | ------------------------------------------------ | --------- |
| 1      | Monza             | Joest Racing                            | Aucun                                         | Racing Team Jürgensen                            | Résultats |
| 1      | Monza             | Bob Wollek Thierry Boutsen              |                                               | Heinz-Christian Jürgensen Edgar Dören            | Résultats |
| 2      | Silverstone       | Rothmans Porsche                        | Jolly Club                                    | Team Castrol                                     | Résultats |
| 2      | Silverstone       | Derek Bell Stefan Bellof                | Carlo Facetti Martino Finotto                 | Jens Winther David Mercer Wolfgang Braun         | Résultats |
| 3      | Nürburgring       | Porsche Racing Intl.                    | Jolly Club                                    | Edgar Dören                                      | Résultats |
| 3      | Nürburgring       | Jacky Ickx Jochen Mass                  | Carlo Facetti Martino Finotto                 | Edgar Dören Helmut Gall Jürgen Hamelmann         | Résultats |
| 4      | Le Mans           | Rothmans Porsche                        | Mazdaspeed                                    | Charles Ivey Racing                              | Résultats |
| 4      | Le Mans           | Al Holbert Hurley Haywood Vern Schuppan | Takashi Yorino Yōjirō Terada Yoshimi Katayama | John Cooper Paul Smith (en) David Ovey           | Résultats |
| 5      | Spa-Francorchamps | Rothmans Porsche                        | Manns Racing                                  | Team Castrol                                     | Résultats |
| 5      | Spa-Francorchamps | Jacky Ickx Jochen Mass                  | Roy Baker David Palmer                        | Jens Winther Frank Jelinski David Mercer         | Résultats |
| 6      | Brands Hatch      | John Fitzpatrick Racing                 | Vesuvio Racing                                | Team Castrol                                     | Résultats |
| 6      | Brands Hatch      | John Fitzpatrick Derek Warwick          | Carlo Facetti Martino Finotto                 | Jens Winther Frank Jelinski David Mercer         | Résultats |
| 7      | Imola             | Martini Racing Lancia                   | Aucun                                         | Racing Team Jürgensen                            | Résultats |
| 7      | Imola             | Teo Fabi Hans Heyer                     |                                               | Hans Christian Jürgensen Edgar Dören Helmut Gall | Résultats |
| 8      | Mugello           | Marlboro Joest Racing                   | Aucun                                         | Team Castrol                                     | Résultats |
| 8      | Mugello           | Bob Wollek Stefan Johansson             |                                               | Jens Winther Lars-Viggo Jensen (pl) David Mercer | Résultats |

### Championnat d'Europe des pilotes
Il n' y a qu'un seul classement, toutes catégories confondues.
| 1st | 2nd | 3rd | 4th | 5th | 6th | 7th | 8th | 9th | 10th |   | Group C Junior Bonus | Group B Bonus |
| --- | --- | --- | --- | --- | --- | --- | --- | --- | ---- | - | -------------------- | ------------- |
| 20  | 15  | 12  | 10  | 8   | 6   | 4   | 3   | 2   | 1    | 2 | 3                    |               |

| Pos. | Pilote                | Écurie                         | MON | SYL | NÜR | LMS | SPA | BRH | IMO | MUG | Total points |
| ---- | --------------------- | ------------------------------ | --- | --- | --- | --- | --- | --- | --- | --- | ------------ |
| 1    | Bob Wollek            | Marlboro Joest Racing          | 1   | 2   | 2   | 6   | Ab. | 6   | 3   | 1   | 94           |
| 2    | Derek Bell            | Rothmans Porsche               | 7   | 1   | Ab. | 2   | 2   | 3   |     |     | 88           |
| 2    | Derek Bell            | GTi Engineering / Canon Racing |     |     |     |     |     |     | 4   | 3   | 88           |
| 3    | Jacky Ickx            | Rothmans Porsche               | 2   | Ab. | 1   | 2   | 1   | 2   |     |     | 85           |
| 4    | Stefan Johansson      | Marlboro Joest Racing          |     | 2   | 2   | 6   | Ab. | 6   | 3   | 1   | 74           |
| 4    | John Fitzpatrick      | John Fitzpatrick Racing        | 5   | 8   | 6   | 5   | 3   | 1   | 2   | 4   | 74           |
| 6    | Jochen Mass           | Rothmans Porsche               | 2   | Ab. | 1   | Ab. | 1   | 2   |     |     | 70           |
| 7    | Jürgen Lässig         | Boss Obermaier Racing          | 4   | 4   | 4   | 7   | 5   | 5   | 5   | 5   | 66           |
| 7    | Axel Plankenhorn (de) | Boss Obermaier Racing          | 4   | 4   | 4   | 7   | 5   | 5   | 5   | 5   | 66           |
| 9    | David Hobbs           | John Fitzpatrick Racing        | 5   | 8   | 6   | Ab. | 3   |     | 2   | 4   | 54           |
| 10   | Stefan Bellof         | Rothmans Porsche               |     | 1   | Ab. | Ab. | 2   | 3   |     |     | 47           |
| Pos. | Pilote                | Écurie                         | MON | SYL | NÜR | LMS | SPA | BRH | IMO | MUG | Total points |

| Couleur | Résultat                     |
| ------- | ---------------------------- |
| Or      | Vainqueur                    |
| Argent  | 2e place                     |
| Bronze  | 3e place                     |
| Vert    | Terminé, dans les points     |
| Bleu    | Terminé, pas dans les points |
| Violet  | Abandon (Ab.) ou (Ret)       |
| Violet  | Non classé (NC)              |
| Rouge   | Pas qualifié (DNQ)           |
| Noir    | Disqualifié (DSQ)            |
| Blanc   | Pas au départ (DNS)          |
| Blanc   | Forfait (WD)                 |
| Blanc   | N'a pas participé (DNP)      |
| Blanc   | Blessé (INJ)                 |
| Blanc   | Exclu (EX)                   |
| Blanc   | Course annulée (C)           |